# Allium tripedale
Allium tripedale Trautv. – gatunek byliny należący do rodziny amarylkowatych (Allioideae Herbert). Występuje naturalnie na obszarze od wschodniej Turcji aż po północno-zachodnią część Iranu. Kwitnie od wiosny do lata.

## Morfologia
KwiatyZebrane w kwiatostany o średnicy 2 cm. Każdy kwiatostan może zawierać do 30 kwiatów. Okwiat ma dzwonkowaty kształt.
Gatunki podobnePod względem morfologicznym jest podobny do gatunków Allium siculum Ucria.

## Biologia i ekologia
Najlepiej rośnie w półcieniu oraz na dobrze przepuszczalnej glebie. Zazwyczaj pierwsze kwitnienie przypada na szósty sezon.